# Virus oncolytique
 (mai 2024).
La mise en forme du texte ne suit pas les recommandations de Wikipédia : il faut le « wikifier ».
Les points d'amélioration suivants sont les cas les plus fréquents. Le détail des points à revoir est peut-être précisé sur la page de discussion.
- Les titres sont pré-formatés par le logiciel. Ils ne sont ni en capitales, ni en gras.
- Le texte ne doit pas être écrit en capitales (les noms de famille non plus), ni en gras, ni en italique, ni en « petit »…
- Le gras n'est utilisé que pour surligner le titre de l'article dans l'introduction, une seule fois.
- L'italique est rarement utilisé : mots en langue étrangère, titres d'œuvres, noms de bateaux, etc.
- Les citations ne sont pas en italique mais en corps de texte normal. Elles sont entourées par des guillemets français : « et ».
- Les listes à puces sont à éviter, des paragraphes rédigés étant largement préférés. Les tableaux sont à réserver à la présentation de données structurées (résultats, etc.).
- Les appels de note de bas de page (petits chiffres en exposant, introduits par l'outil «  Source ») sont à placer entre la fin de phrase et le point final[comme ça].
- Les liens internes (vers d'autres articles de Wikipédia) sont à choisir avec parcimonie. Créez des liens vers des articles approfondissant le sujet. Les termes génériques sans rapport avec le sujet sont à éviter, ainsi que les répétitions de liens vers un même terme.
- Les liens externes sont à placer uniquement dans une section « Liens externes », à la fin de l'article. Ces liens sont à choisir avec parcimonie suivant les règles définies. Si un lien sert de source à l'article, son insertion dans le texte est à faire par les notes de bas de page.
- La présentation des références doit suivre les conventions bibliographiques. Il est recommandé d'utiliser les modèles {{Ouvrage}}, {{Chapitre}}, {{Article}}, {{Lien web}} et/ou {{Bibliographie}}. Le mode d'édition visuel peut mettre en forme automatiquement les références.
- Insérer une infobox (cadre d'informations à droite) n'est pas obligatoire pour parachever la mise en page.

Pour une aide détaillée, merci de consulter Aide:Wikification.
Si vous pensez que ces points ont été résolus, vous pouvez retirer ce bandeau et améliorer la mise en forme d'un autre article.

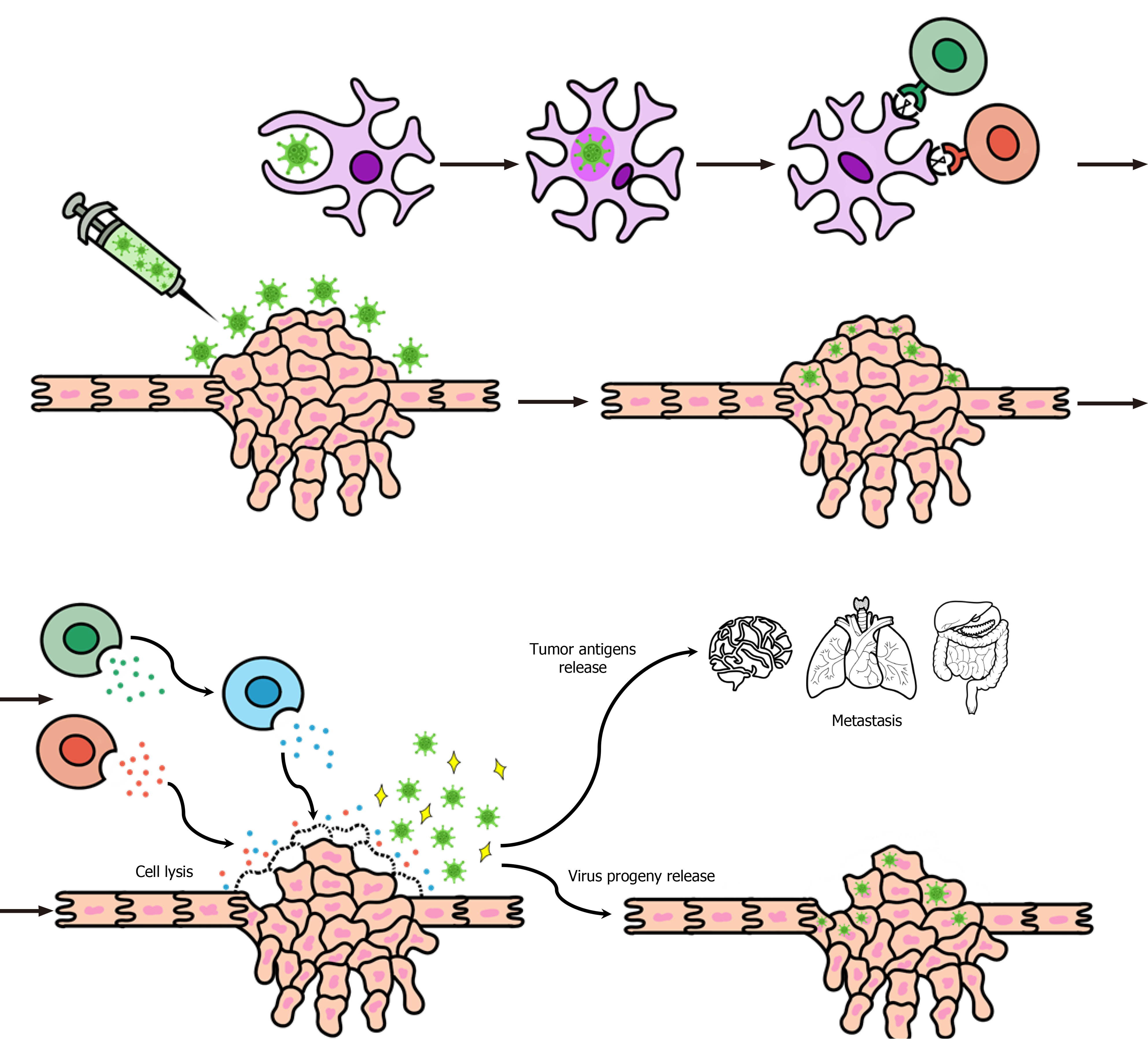
Mécanismes d'actions des virus oncolytiques Initialement, les virus oncolytiques sont administrés. Le tropisme naturel et le ciblage génétique favorisent l'arrivée de virus dans les cellules tumorales. Par la suite, les virus reconnaîssent les cellules anormales grâce à des substances exprimées dans l’environnement tumoral et les différents récepteurs pour infecter la cellule hôte. Le virus utilise la machinerie cellulaire pour son processus de réplication. Dans le même temps, les cellules présentatrices d’antigène englobent les virus, générant la formation d’une vésicule endosomale qui fusionnera avec une vésicule lysosomale et provoquera la digestion du virus, permettant ainsi le traitement de particules virales plus petites à l’intérieur de la cellule. Plus tard, l'expression du complexe majeur d'histocompatibilité de classe II avec les protéines virales à la surface cellulaire se produit, créant un environnement favorable pour la présentation antigénique et l'activation et la stimulation ultérieures des cellules T CD4+ et CD8+, la première liée à la production de cytokines responsables de contribuer aux processus de migration et de maturation des cellules inflammatoires, et la seconde liée à l'action directe contre les cellules infectées. Enfin, l'action virale et la réponse immunitaire contribuent à la destruction des cellules tumorales libérant la descendance virale dans l'organisme hôte lui permettant d'infecter d'autres cellules anormales et de relancer le processus de lutte contre la tumeur. De plus, la mort cellulaire libère également des antigènes tumoraux que le système immunitaire peut identifier, contribuant à la formation de nouvelles réponses inflammatoires capables d’agir à la fois dans l’environnement tumoral et même dans les sites métastatiques.

Un virus oncolytique est un virus capables d'identifier, d'infecter et de lyser différentes cellules de l'environnement tumoral, dans le but de stabiliser et de diminuer la progression tumorale. Ils peuvent présenter un tropisme naturel aux cellules cancéreuses ou être orientés génétiquement pour identifier des cibles spécifiques,,.
De plus, les virus oncolytiques sont capables de contribuer à la stimulation du système immunitaire contre les cellules tumorales, influençant le développement d'une réponse antitumorale.
Il existe plusieurs mécanismes d’évasion dans l’environnement tumoral qui contribuent à la diminution de la réponse du système immunitaire, influençant positivement la stabilité et la progression de la maladie, même chez les patients immunocompétents. Les cellules présentatrices d’antigènes peuvent être empêchées de présenter correctement les antigènes tumoraux aux cellules T, ce qui contribue à la non-activation ou à l'épuisement immunitaire. De plus, certains types de tumeurs peuvent favoriser une stimulation anormale des récepteurs des points de contrôle immunitaires dans les cellules T, comme l'antigène 4 associé aux lymphocytes T cytotoxiques et la protéine de mort cellulaire programmée 1/ligand de mort programmée 1, tous deux liés au régulation négative de la réponse inflammatoire et de l'homéostasie du système immunitaire contribuant à l'apoptose et à l'inhibition de la prolifération des cellules T. En outre, l'excès de macrophages associés à la tumeur et des principaux lymphocytes impliqués dans la réponse inflammatoire contre la tumeur, constitue également un mécanisme important d'évasion immunitaire, car ils ont des fonctions et des caractéristiques similaires à celles des macrophages de type M2, responsables de la réparation des tissus et de la régulation système immunitaire aboutissant à la régulation négative de l’inflammation et à l’augmentation des taux de croissance tumorale.

## Histoire
Le premier cas de virus oncolytique a été décrit dès 1904 : celui d'une patiente atteinte de leucémie myéloïde en rémission après avoir vraisemblablement contracté une grippe. De même, en 1912, une patiente atteinte d'un cancer du col de l'utérus, mordue par un chien, a développé une nécrose tumorale étendue à la suite de l'administration d'un virus de la rage vivant atténué pour la prophylaxie post-exposition. De plus, des rémissions cliniques spontanées ont été observées dans le lymphome de Hodgkin et le lymphome de Burkitt après des infections naturelles par le virus de la rougeole.
Par la suite, entre 1950 et 1980, influencés par la possibilité de développer une thérapie contre le cancer, de nombreuses études ont été réalisées avec différents types de virus sauvages visant une action oncolytique ; cependant, l’objectif n’a pas été atteint en raison de l’inexistence des outils nécessaires pour contrôler la pathogenèse virale et diriger le virus vers des cibles spécifiques. Les virus peuvent être utilisés pour infecter des cellules cancéreuses, en particulier sur des cellules normales, pour présenter des antigènes associés à la tumeur, pour activer des « signaux de danger » qui génèrent un microenvironnement tumoral moins immunotolérant et pour servir de véhicules de transduction pour l'expression de cytokines inflammatoires et immunomodulatrices. Actuellement, afin de surmonter ces obstacles, les avancées dans le domaine de la génétique cherchent à augmenter la spécificité et l'efficacité de certains virus pour infecter les cellules anormales grâce à des mécanismes tels que la suppression de gènes et l'utilisation combinée de virus et d'inhibiteurs de points de contrôle immunitaires.

## Mécanismes

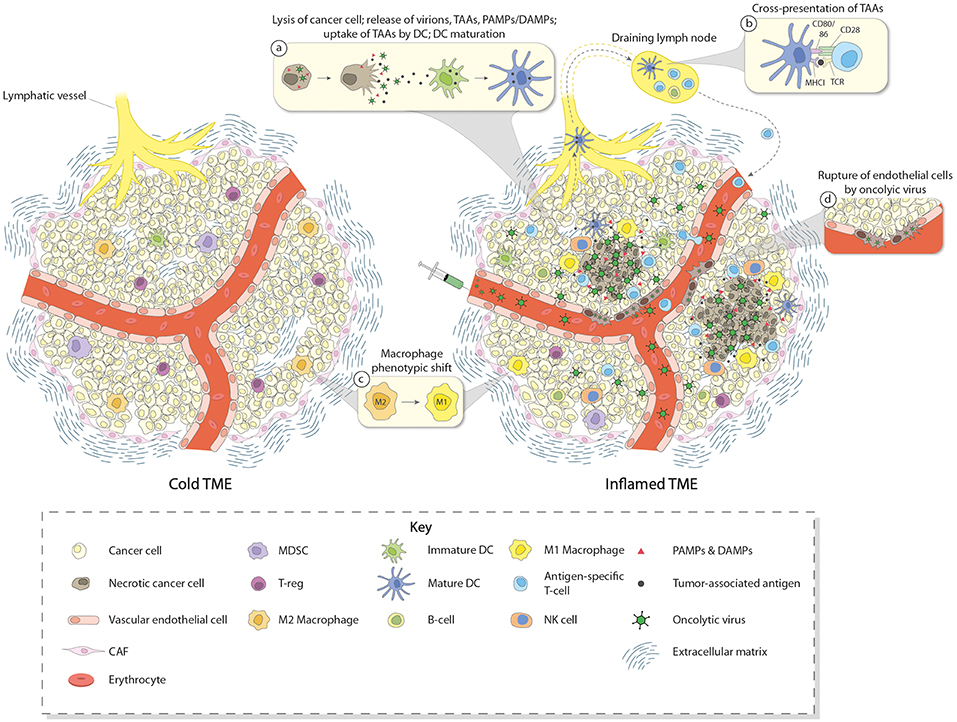
Changement de la réponse immunitaire du microenvironnement tumoral par les virus oncolytiques Le panneau de gauche représente le microenvironnement tumoral froid. En plus des cellules tumorales, les cellules immunitaires les autres cellules produisent et sécrètent des chimio/cytokines, des facteurs de croissance et d'autres molécules qui contribuent à créer un microenvironnement tumoral immunosuppresseur. Ce microenvironnement « froid » favorise le développement tumoral et les métastases, et confère une résistance aux immunothérapies. Le panneau de droite représente un microenvironnement enflammé après les virus oncolytiques intraveineux. Les virus se répliquent et tuent spécifiquement les cellules cancéreuses en induisant la mort cellulaire immunogène. La lyse des cellules cancéreuses induite par le virus est associée à la libération de particules virales de descendance, de motifs moléculaires associées aux dégats et de cytokines proinflammatoires/immunostimulatrices qui contribuent au recrutement des cellules innées et immunostimulantes. Les virus peuvent également infecter les cellules endothéliales et induire une perturbation du système vasculaire tumoral, facilitant potentiellement la migration des cellules immunitaires

Les virus oncolytiques sont capables d'infecter des cellules anormales via des cibles spécifiques, telles que des facteurs de transcription nucléaires et parmi eux la transcriptase inverse de la télomérase humaine, l'antigène spécifique de la prostate, la cyclooxygénase-2, l'ostéocalcine et des marqueurs de surface tels que l'antigène membranaire spécifique de la prostate, le récepteur du folate, le CD20, le récepteur du facteur de croissance de l’endothélium vasculaire et HER2/NEU, qui sont des substances produites par les cellules tumorales. De plus, la suppression des gènes viraux pathogènes en laboratoire afin d'augmenter la sélectivité envers les cellules tumorales et de diminuer l'agressivité des virus oncolytiques envers les tissus normaux est également possible.
La voie d'administration des virus oncolytiques est intrinsèquement liée au type de tumeur à traiter, étant donné que la voie du virus influence directement l'efficacité de la thérapie en raison de la disponibilité du virus sur place et des barrières naturelles anti-virales de l'organisme. La distribution peut se faire par voie intrapéritonéale, intrathécale, sous-cutanée, intratumorale, qui permet un meilleur contrôle de la quantité virale dans l'environnement tumoral et moins d'effets indésirables, et par voie intraveineuse, qui est liée au traitement des métastases.
Concernant les mécanismes d'évasion immunitaire par la tumeur, les cellules cancéreuses peuvent présenter certaines altérations dans l'expression et l'activation de certains mécanismes, comme la voie de signalisation de la protéine kinase R et de l'interféron 1, qui interfèrent dans la réponse aux infections virales, l'apoptose programmée et maturation des cellules inflammatoires. Les modifications de la réponse antivirale, alliées à des facteurs viraux capables d'empêcher l'apoptose, permettent aux virus oncolytiques de survivre plus longtemps dans les cellules cancéreuses et de conclure jusqu'à la phase lytique.
La présence de virus dans l’organisme humain stimule la reconnaissance de différents signes immunitaires liés à la structure du virus, tels que les protéines virales, l’ARN, l’ADN et la capside virale, les motifs moléculaires associés aux agents pathogènes . Les cellules dendritiques, lors de la reconnaissance des motifs moléculaires associés aux agents pathogènes via les récepteurs de type Toll stimulent la production de molécules inflammatoires dotées de caractéristiques antivirales, comme les interférons de type 1, le facteur de nécrose tumorale alpha et les cytokines telles que comme l'interleukine 2.
Le facteur de nécrose tumorale est lié à la réponse à l'infection virale, régulant positivement l'expression du complexe majeur d'histocompatibilité de classe I dans la membrane cellulaire et influençant positivement l'action de l'enzyme caspase et l'apoptose cellulaire sur certaines tumeurs. Cet interféron est capable de stimuler la mort des cellules cancéreuses grâce à ses effets antiangiogéniques, pouvant conduire à la destruction de certains vaisseaux sanguins responsables de l'apport sanguin de la tumeur. Le facteur de nécrose tumorale est également lié à la stimulation de la réponse des cellules T auxiliaires de type 1, à l'augmentation de la cytotoxicité des cellules tueuses naturelles et à la maturation des cellules présentatrices d'antigènes.
L' interleukine 2 est liée à la stimulation des lymphocytes cytotoxiques et à l'activation de la réponse des lymphocytes T, contribuant à la maturation et à l'expansion des lymphocytes T CD8+ et des cellules tueuses naturelles, ainsi qu'à la régulation positive des lymphocytes T CD4+. L'interleukine 2 est également capable de réguler l'action des lymphocytes T régulateurs et l'homéostasie, créant ainsi un environnement inflammatoire favorable à la lutte contre la tumeur. De plus, le profil inflammatoire des cellules T auxiliaires de type 1 était également lié à la diminution des cellules T régulatrices, à l'augmentation des taux de cellules effectrices lymphocytes T CD4+ et lymphocytes T CD8+, à la stimulation et à la différenciation des lymphocytes T ainsi qu'à la maturation des cellules dendritiques, ce qui contribue à l'inversion de l'état immunosuppresseur. de la tumeur et favorise une réponse inflammatoire.
Outre les dommages causés par la réponse inflammatoire, l’action virale à l’intérieur de la cellule est également un facteur important dans la lyse et la mort des cellules cancéreuses. La présence de virus oncolytique pourrait stimuler certains dysfonctionnements des organites, tels que le réticulum endoplasmique, les mitochondries ou le lysosome, compromettant ainsi la fonction cellulaire normale. De plus, le virus peut stimuler le stress oxydatif grâce à la production d’espèces azotées réactives et au stress du réticulum endoplasmique, lié à une augmentation des niveaux de calcium intracellulaire, contribuant ainsi à la stabilisation et à la diminution de la tumeur.
L’utilisation combinée d'inhibiteurs de points de contrôle cellulaire et de virus oncolytiques est un mécanisme important pour augmenter les taux de survie virale dans l’organisme humain, étant donné qu’elle contribue à la stimulation d’une réponse inflammatoire contre la tumeur. Grâce à une régulation négative de PD-L1, la tumeur peut contourner le système immunitaire, évitant ainsi la maturation des cellules T. De cette manière, l’inhibition de PD-L1 était capable de stimuler une réponse de profil cellules T auxiliaires de type 1, contribuant à l’apparition de cellules TCD8 contre les tumeurs et stimulant l’action des cellules tueuses naturelles. L’administration de virus oncolytiques et d’anticorps monoclonaux qui inhibent l’action de l’antigène 4 associé aux lymphocytes T cytotoxiques contribuait à améliorer l’efficacité de l’immunothérapie.
Tous ces mécanismes contribuent à différents types d'élimination des cellules tumorales, tels que la mort cellulaire autophagique, l'apoptose, la pyroptose et la nécrose, conduisant à la production de motifs moléculaires associés aux dommages. Les motifs moléculaires associés aux dommages sont des éléments importants dans la stimulation du processus de maturation des cellules dendritiques et contribuent à la présentation des antigènes associés aux tumeurs aux cellules immunitaires via la présentation croisée entre les motifs moléculaires associés aux dommages et les antigènes associés aux tumeurs, ce qui conduit à la perpétuation de la réponse inflammatoire. Par conséquent, la lyse cellulaire permet la libération des virus dans l’environnement extracellulaire et l’infection ultérieure d’autres cellules tumorales, créant ainsi une réaction en chaîne contre la tumeur . Par ailleurs, la mort cellulaire contribue à la libération d'antigènes tumoraux susceptibles d'être identifiés par les cellules immunitaires dans l'environnement inflammatoire, stimulant une réponse contre les cellules tumorales, même chez les non infectées par les virus oncolytiques.

## Virus oncolytiques

### Adénovirus
Les adénovirus sont des virus non enveloppés avec un ADN linéaire double brin et une capside icosaédrique avec trois protéines principales, hexon, base penton et fibre, qui, lorsqu'elles sont identifiées par le système immunitaire, contribuent à l'émergence d'une réponse antivirale. Il existe plus de 80 types humains d’adénovirus appartenant à la famille des Adenoviridae. Ces virus ont un tropisme élevé pour différents tissus de l'organisme, notamment oculaires, respiratoires, entériques, rénaux et lymphoïdes, et sont capables d'utiliser plusieurs récepteurs, tels que le récepteur de l'adénovirus coxsackie humain, CD86, CD46 et CD80, pour pénétrer dans les cellules. De plus, en raison de leur capacité à servir de vecteur viral, alliée à leur stabilité chimique et thermique en dehors de la cellule, aux divers mécanismes d'entrée cellulaire et à la grande connaissance de leur biologie, les adénovirus ont été utilisés pour le développement de différentes thérapies immunitaires.
Le processus de réplication virale commence à l’intérieur du noyau cellulaire, induisant l’expression et la libération de certaines protéines dans le cytoplasme telles que E1a et E1b, liées à la stimulation du processus d’autophagie. Ce mécanisme induit la production de certains autophagosomes qui peuvent ensuite fusionner avec des lysosomes entraînant la mort des organites voire de la cellule entière. De plus, des recherches ont montré que dans les cellules tumorales, l'expression de E1a peut être liée à la stimulation de la production de complexes autophagiques, et que E1b soutient éventuellement la potentialisation de l'action de ces complexes, contribuant tous deux à la stabilisation et à la diminution de la tumeur.
L'identification des différentes protéines de la capside virale des adénovirus par l'organisme humain entraine la production plusieurs cytokines inflammatoires, telles que l’interféron 12 et le facteur de nécrose tumorale, stimulant l'activation des cellules tueuses naturelles et lymphocyte TCD8, outre sa contribution à la maturation des cellules immunitaires et contre la tumeur. L'adénovirus de type 5 est couramment utilisé pour la thérapie oncolytique, car il peut être détecté par les récepteurs de type Toll de la membrane cellulaire (TLR-2) ou à l'intérieur de la cellule (TLR-9) stimulant les différents mécanismes afin de créer un profil Th1 inflammatoire. De plus, les adénovirus peuvent activer d'autres voies du système immunitaire, comme le système du complément qui stimule les processus d'opsonisation, augmentant les taux de migration des cellules inflammatoires et la production de cytokines inflammatoires, ce qui contribue à détruire les cellules infectées.
Enfin, le stress cellulaire provoqué par l'infection virale et le processus inflammatoire conduisent à la mort des cellules tumorales par nécrose, autophagie ou apoptose et à une libération ultérieure de Motifs moléculaires associé aux pathogènes ou de motifs moléculaires associé aux dégâts dans l'environnement inflammatoire, stimulant ainsi la maturation et la migration des cellules inflammatoires ainsi que la production de cytokines. De plus, en plus de tuer directement les cellules tumorales, les adénovirus sont capables d'initier la formation d'une mémoire immunitaire antitumorale qui contribue au combat dans les sites métastatiques.

### Parvovirus
Les parvovirus sont des virus à ADN simple brin, non enveloppés, appartenant à la famille des Parvoviridae. Ils sont capables d'infecter les cellules de mammifères, y compris les êtres humains, grâce à des facteurs de fixation tels que le récepteur de la transferrine ou des substances glycosidiques comme l'acide N-acétylneuraminique qui s'exprime sur la membrane cellulaire et contribue à un environnement favorable à la fixation virale dans la cellule.
La protéine majeure de la capside VP1 est une protéine qui coordonne la pénétration des parvovirus dans la cellule hôte par un processus d'endocytose et permet la destruction de la vésicule endocytaire à l'intérieur de la cellule et la libération ultérieure des protéines virales dans le cytoplasme. De plus, VP1 possède des signaux de localisation nucléaire responsables de faciliter le déplacement des protéines virales vers le noyau cellulaire. À partir de ce moment, le virus peut rester inerte jusqu'au début du processus de division cellulaire où, pendant les phases S/G2, par l'action de la protéine NS1, il peut bloquer la réplication du génome cellulaire et permettre l'intégration du matériel viral avec le matériel génétique de l'hôte pour assurer la survie virale.

## Utilisation thérapeutique
Une étude clinique de 2022 utilise ce type de virus dans les glioblastomes du pont de l'enfant avec des résultats prometteurs.

## Exemples de virus oncolytiques

### RP1
Le virus RP1 a été créé par la société américaine Replimune. Il s'agit d'un virus de l'Herpès atténué et modifié génétiquement pour qu'il libère deux protéines stimulatrices de l'immunité. C'est un virus oncolytique.

#### Utilisations connues
Lors d'un essai réalisé par Judith Michels et son équipe, 24 patientes atteintes d'un cancer du col utérin se le verront injecter en plus d'une immunothérapie et d'une radiothérapie.

### Divers
- (en) Latent Herpes Virus Infections in Veterinary Medicine: A ... - Page 485. Wittmann, R.M. Gaskell, H.J. Rziha, 2012
- (en) Therapeutic Oligonucleotides - Page 66, Jens Kurreck, 2008
- (en) Livestock and Veterinary Sciences: Annual Report of the ... - Page 174. United States Science and Education Administration, 1980
- (en) OncLive, RP1 Demonstrates Unique Advantages for PD-1 Refractory Tumors, article de 2022
- (en) 'Unprecedented' Results With RP1 Plus Nivolumab in Non-Melanoma Skin Cancers, article de 2022